# Ga Hải Vân Nam
Ga Hải Vân Nam là một nhà ga xe lửa tại trên tuyến đường sắt Bắc Nam thuộc địa phận thành phố Đà Nẵng, tiếp nối sau ga Hải Vân và trước ga Kim Liên. Ga toạ lạc tại số 370 đường Nguyễn Văn Cừ, phường Hoà Hiệp Bắc, quận Liên Chiểu. Lý trình ga: Km 771 + 550.